# Meet Me on the Dark Side
Meet Me on the Dark Side è il secondo singolo tratto dall'album Out of Our Minds della musicista canadese Melissa Auf der Maur, pubblicato nel 2010.

## Il brano
Questo brano è stato scritto da Melissa Auf der Maur e registrato durante le sessioni del suo secondo album da solista dal 2005 al 2007. È sulla settima traccia dell'album ed è stato prodotto dalla stessa Auf der Maur e da Jordon Zadorozny.

## Video
Il video musicale del brano è stato diretto da Tony Stone. Nel video si vede Melissa nei panni di una vedova devota che si sveglia in un cimitero, attraversa la città in auto con l'autista, segue dei binari e attraversa un oscuro tunnel alla fine del quale appare una luce rossa e fuochi artificiali che implodono. Porta con sé anche una fotocamera panoramica russa Lomo. Nella prima parte le immagini sono in bianco e nero e solo verso la fine diventano a colori.

## Tracce
CD promozionale (Canada)
1. Meet Me on the Dark Side – 4:08
2. Meet Me on the Dark Side (Black Light Odyssey Remix) – 4:56

CD promozionale (Europa)
1. Meet Me on the Dark Side – 4:08

## Formazione
Hanno partecipato alla registrazioni, secondo le note dell'album:

### Musicisti
- Melissa Auf der Maur – voce, basso, chitarra, tastiere
- Steve Durand – chitarra
- Josh Freese – batteria
- Camila Grey – harpsichord

### Tecnici
- Jordon Zadorozny – produzione
- Melissa Auf der Maur – produzione
- Mike Fraser – missaggio